# Toni Morrison
Chloe Ardelia Wofford, conocida por su nombre de pluma Toni Morrison (Lorain, Ohio; 18 de febrero de 1931-Nueva York, 5 de agosto de 2019),fue una novelista, ensayista, editora y profesora estadounidense  ganadora del Premio Pulitzer en 1988 y del Premio Nobel de Literatura en 1993.
En 1960 se convirtió en la primera editora negra de ficción en Random House, en Nueva York.
En sus obras, Morrison habla de la vida de la población negra, en especial de las mujeres. Era una combatiente a favor de los derechos civiles y comprometida con la lucha en contra de la discriminación racial.

## Biografía
Nació en Lorain, Ohio. Era la segunda de los cuatro hijos de Ramah Willis y George Wofford, una familia de clase trabajadora.
Su madre nació en Greenville, Alabama, y se mudó al norte con su familia cuando era niña. Su padre creció en Cartersville, Georgia. Cuando Wofford tenía unos 15 años, un grupo de blancos linchó a dos empresarios negros que vivían en su calle. Morrison dijo más tarde: «Nunca nos dijo que había visto cuerpos. Pero los había visto. Y eso fue demasiado traumático, creo, para él». Poco después del linchamiento, George Wofford se mudó a la zona de integración racial ciudad de Lorain, Ohio, con la esperanza de escapar del racismo y asegurarse un empleo remunerado en la floreciente economía industrial de Ohio. Trabajó en trabajos ocasionales y como soldador para U.S. Steel. Ramah Willis era ama de casa y miembro devota de la Iglesia Episcopal Metodista Africana. Traumatizada por sus experiencias de racismo, en una entrevista de 2015, Morrison dijo que su padre odiaba tanto a los blancos que no los dejaba entrar en la casa.
Cuando Morrison tenía unos dos años, el propietario de la casa donde vivía con su familia prendió fuego a la casa, mientras estaban en ella,  porque sus padres no podían pagar el alquiler. Su familia respondió, a lo que ella llamó "extraña forma de maldad", riéndose del propietario en lugar de caer en la desesperación. Morrison dijo más tarde que la respuesta de su familia demostró cómo mantener su integridad y reclamar su propia vida frente a actos de "tal crudeza monumental".
Los padres de Morrison le inculcaron un sentido de identidad y lenguaje al contarle cuentos tradicionales afroamericanos, historias de fantasmas y a enseñarle a cantar canciones tradicionales. Morrison también leía con frecuencia cuando era niña; entre sus autores favoritos estaban Jane Austen y León Tolstói. Se convirtió en católica a los 12 años y adoptó el nombre de bautismo de Anthony (en honor a Antonio de Padua), lo que la llevó a su apodo, Toni. Asistía al Lorain High School, estaba en el equipo de debate, en el grupo del anuario y en el club de teatro.
Adoptaría el nombre literario Toni Morrison, tomando el de su apodo familiar y el apellido de su marido, el arquitecto Harold Morrison, con quien estuvo casada (desde 1958 hasta 1964) y fue el padre de sus dos hijos.
En 1949 comenzó estudios en la Universidad Howard en Washington D. C. y continuó en la Universidad Cornell, donde se graduó en Filología inglesa en 1955. Ese año comenzó a trabajar como profesora en la Texas Southern University en Houston, continuó en la Universidad Howard y en otros centros académicos a lo largo de los años. 
En 1964, comenzó a trabajar como editora literaria en la casa Random House de Nueva York, desde donde desempeñó un rol vital en la difusión de la literatura afroamericana, al editar libros de Henry Dumas, Toni Cade Bambara, Angela Davis y Gayl Jones.
El 5 de agosto de 2019, Toni Morrison fallece a los 88 años.

## Actividad académica
- Profesora de inglés en la Texas Southern University (1955-57)
- Profesora en la Universidad Howard
- Profesora en la Universidad Estatal de Nueva York (SUNY) en Albany
- Profesora Robert F. Goheen de Humanidades en la Universidad de Princeton
- Miembro de la Academia Americana de las Artes y las Letras
- Miembro del Consejo Nacional de las Artes.

## Actividad literaria
Su primera novela apareció cuando contaba casi 40 años: Ojos azules narra la historia de una niña negra, Pecola, que quiere tener los ojos del color de las muñecas de las niñas blancas. 
La canción de Salomón, publicada en 1977, es un relato sobre la reunión del materialismo y el poder del amor, y logró un rápido éxito popular.
En 1981 publicó Tar Baby, traducida como La isla de los caballeros. Beloved relata la historia de una esclava que encuentra la libertad, para descubrir que hay distintas formas de esclavitud posibles. 
Jazz y Jugando en la oscuridad fueron éxitos de ventas.
Love narra la historia de vida de dos mujeres, Heed y Christine, ya ancianas que eran amigas de niñas y llegan a odiarse de mil maneras a causa del mismo hombre.
Una bendición, es el título en castellano para la historia de una joven afrodescendiente en el siglo XVII, en la que trata temas como la esclavitud, el racismo, la segregación; como trasfondo de una historia de amor y amistad.
La gran caja —The Big Box—, publicado en el año 2000, cuyo texto fue escrito en colaboración con su hijo más joven, Slade Morrison, es un cuento para niños que plantea temas como la libertad, la niñez, la responsabilidad individual, el bien y el mal,el materialismo y la felicidad verdadera.
Home, publicada en 2012, es una novela ambientada en la década de 1950, y narra la historia de Frank, un soldado en la guerra de Corea, y de su regreso desde un ejército integrado a su tierra natal, aún segregada.

### Su opinión sobre Clinton
En 1998, cuando el entonces presidente Bill Clinton fue enjuiciado con motivo del Escándalo Lewinsky, Morrison declaró: «Clinton es el primer presidente negro de los Estados Unidos», dando a entender que estaba siendo maltratado por lo que se consideraba su «negritud»: 

Hace años, durante la investigación por el caso Whitewater, se oían las primeras murmuraciones: a pesar de su piel blanca, este es nuestro primer presidente negro. Más negro que cualquier negro verdadero que pudiéramos ver electo en nuestras vidas. Después de todo, Clinton tiene casi todos los atributos de la negritud: hogar monoparental, nació pobre, clase trabajadora, toca el saxo, y es un chico de Arkansas al que le gustan McDonald's y la comida basura.

La frase «nuestro primer presidente negro» fue adoptada en tono positivo por los adherentes de Clinton; incluso por quienes lo honraron en una cena del Congressional Black Caucus el 29 de septiembre de 2001, por ejemplo, Eddie Bernice Johnson (D-TX): «ha tenido tantas iniciativas que nos han hecho pensar, por un momento, que habíamos elegido a nuestro primer presidente negro».

## Su obra

### Novelas
- Ojos azules (1970).
- Sula (1973).
- La canción de Salomón (1977).
- La isla de los caballeros (1981).
- Beloved (Beloved, 1987).
- Jazz (Jazz, 1992).
- Paraíso (Paradise, 1997).
- Amor (Love, 2003).
- Una bendición (A Mercy, 2008).[11]
- Volver (Home, 2012).
- La noche de los niños (God help the child, 2015).
- El origen de otros

### Infantiles
- "La gran caja" ( "The Big Box" , 2000).

### Obras de teatro
- Dreaming Emmet, 1986

### Ópera
- Libreto de la ópera Margaret Garner (representada por primera vez en mayo de 2005)

### No ficción
- The Black Book (1974)
- Jugando en la oscuridad (Playing in the Dark, 1992).
- Remember:The Journey to School Integration (2004)

## Premios
- Premio de la Crítica (National Book Critics Award) por La canción de Salomón de 1977.
- Premio Pulitzer por Beloved, 1988.
- American Book Award, por Beloved, 1988.[10]
- National Humanities Medal, 2000.
- En 1993, aunque no tenía más que seis títulos publicados, ganó el Premio Nobel de Literatura, fue la primera mujer negra en recibirlo.
- Medalla a la contribución destacada a las letras americanas, de la National Book Foundation.[10]
- Medalla Presidencial de la Libertad, 2016.[10]

| Predecesor: Derek Walcott | Premio Nobel de Literatura 1993 | Sucesor: Kenzaburō Ōe |

### Legado
Toni Morrison ha dado un nuevo impulso a la literatura estadounidense de la segunda mitad del siglo XX en general y a la literatura afroamericana en particular según la Encyclopædia Universalis. Para le Magazine littéraire, su estilo combina precisión, violencia, lirismo y agudeza de observación psicológica y social. La mayoría de sus novelas se acercan al realismo mágico. Entre el sueño y la realidad, describen la miseria de los negros en los Estados Unidos desde el inicio del siglo XX cuyas voces y folclore pasado o presente restaurante. Con un enfoque de narrador, Morrison recompone, fragmento a fragmento, la densa y compleja memoria. Su obra revisa sistemáticamente la historia de su país desde la perspectiva de los marginados y adopta técnicas narrativas singulares, inspirándose en el jazz, la oralidad, el argot y la cultura popular. Las novelas de Morrison son polifónicas. Fragmentan la cronología, utilizan la narrativa incrustada y el sentimiento de epifanía, hacen circular el punto de vista de diferentes personajes y repiten escenas idénticas desde un ángulo diferente. Según la Academia Sueca, 

uno no puede evitar dejarse seducir por su notable técnica narrativa, que lleva la marca de una mente original, aunque sus raíces puedan rastrearse hasta Faulkner y los americanos de los Estados del Sur.

.
La autora mezcla una meticulosa descripción de la esclavitud americana y del segregacionismo con elementos narrativos racionales, sobrenaturales o maravillosos, la mayoría de ellos inherentes a las creencias y mitos afroamericanos.
Sus relatos, que rechazan el maniqueísmo, resuenan en el público contemporáneo y evocan las dificultades internas del ethos de la comunidad negra, que, además del racismo y la pobreza, se debate entre la herencia cultural de los antepasados y el modelo blanco de ascenso social. Los temas de la identidad despreciada, el origen esquivo y el desarraigo son fundamentales en su obra.
Casi toda su ficción tiene como protagonistas a mujeres generalmente martirizadas, lo que le ha valido el calificativo de "escritora feminista", que ella nunca ha reivindicado, declarando al respecto: 

Esto induciría a error a algunos lectores al pensar que me dedico a escribir un tratado feminista. No suscribo el patriarcado pero no creo que deba ser suplantado por el matriarcado. Creo que es una cuestión de derechos justos y de puertas abiertas a todo tipo de cosas.

Morrison se declara desafiante de cualquier identidad fija y también se aleja de cierto discurso ideológico sobre la identidad negra. Sus obras, en las que conviven el registro trágico y un cuestionamiento metafísico, alcanzan una forma de humor que pasa por un tono burlesco y fantástico, señala la Encyclopædia Universalis.

## Vida personal
Mientras enseñaba en la Universidad de Howard, de 1957 a 1964, conoció a Harold Morrison, un arquitecto jamaicano, con quien se casó en 1958. Tomó su apellido y pasó a ser conocida como Toni Morrison. Su primer hijo, Harold Ford, nació en 1961. Estaba embarazada de su segundo hijo cuando ella y Harold se divorciaron en 1964. Su segundo hijo Slade Kevin nació después de su divorcio, en 1965.
Morrison comenzó a trabajar como editora para L. W. Singer, una división de libros de texto de la editorial Random House, en Syracuse, Nueva York. Se mudó con sus hijos a medida que su carrera la llevaba a diferentes puestos en distintos lugares.
Trabajó en libros para niños con su hijo Slade Morrison, que era pintor y músico. Slade murió de cáncer de páncreas el 22 de diciembre de 2010, a los 45 años.
Morrison estaba a mitad de camino en la escritura de su novela Home cuando su hijo menor murió. Dejó de trabajar en la novela durante uno o dos años, antes de completarla; esa novela se publicó en 2012.